# Supercoppa d'Islanda 2024
La Meistarakeppni karla 2024 è la 52ª edizione di tale competizione. Si è disputata il 1º aprile 2024 a Reykjavík. La sfida ha visto contrapposte Víkingur, campione d'Islanda e vincitore della coppa nazionale, e Valur, secondo classificato in campionato.
I campioni d'Islanda in carica si aggiudicano per la quarta volta il trofeo vincendo per 5-3 ai rigori.

## Le squadre
| Squadre  | Qualificazione                                       | Partecipazioni precedenti (il grassetto indica la vittoria)                                         |
| -------- | ---------------------------------------------------- | --------------------------------------------------------------------------------------------------- |
| Víkingur | Campione d'Islanda, vincitore della Bikar karla 2023 | 7 (1972, 1982, 1983, 1992, 2020, 2022, 2023)                                                        |
| Valur    | Vice campione d'Islanda                              | 16 (1974, 1978, 1977, 1979, 1981, 1986, 1988, 1989, 1991, 1992, 1993, 2006, 2008, 2016, 2017, 2018) |

## Tabellino
| Arbitro: | Kristjánsson |

|                                                    |                      |                                         |
| Helgason 1’ (aut.)                                 | Marcatori            | 13’ Sævarsson                           |
| Hansen Vilhjálmsson Sigurpálsson Gunnarsson Ekroth | Tiri di rigore 4 – 2 | Lárusson Pedersen A. Pálsson Sigurðsson |